# 説郛
『説郛』（せっぷ）は、元末明初の陶宗儀による漢籍叢書。巻数は本来100巻であったらしい。
さまざまな時代の書物を含むが、とくに宋・元の著作が多くあつめられており、他には見えない筆記小説や、元代の貴重な書籍を含んでいる。

## 書名
題名は揚雄『法言』問神篇の「大いなるかな、天地の万物の郭たるや、五経の衆説の郛たるや」（「郛」は町の周りを囲む城壁）に由来する。

## テキスト
『説郛』の巻数や収録している書物は版本によって大きく異なる。
毛氏汲古閣旧蔵（現在は臨海市博物館蔵）の明抄本『説郛』はもっとも古い段階を示していると考えられ、その楊維楨序によると元の至正21年（1361年）に成立した。この本は60巻からなり、366種の書を収めている。陶宗儀は後に増補して100巻としたらしいが、陶宗儀による100巻本の原書は現存していない。
『説郛』は明末まで印刷されず、抄本で伝わった。現在も明の抄本がいくつか残っているが、上記の毛氏本を除くと、いずれも陶宗儀の没後に誰かによって補作されたものを元にしており、後ろの30巻あまりには陶宗儀の没後に書かれた書物や、『百川学海』から抜き出した書物を大量に含んでいる。この本は100巻からなり、725種の書物を含む。先頭の30巻の大部分は毛氏本と共通する。中華民国になって、京師図書館（今の中国国家図書館）の主任だった張宗祥が複数の明抄本をもとに校勘を行った版が、1927年に上海商務印書館から活字出版された。この活字本は涵芬楼本と呼ばれることがある。
明末の崇禎年間になって陶珽（とうてい）が杭州の宛委山堂（えんいさんどう）から120巻本の『説郛』を出版した。これを重較説郛（ちょうこうせっぷ）または宛委山堂本などと称する。この本は1360種（うち124種は題のみで中身なし）の書物を含んでいたが、100巻本の725種のうち206種が抜けていた。陶珽本は清の順治4年（1647年）に重印されたが、政府をはばかって契丹・女真・蒙古などに関する書物がごっそり除かれている。この本は『四庫全書』にも収められ、『説郛』の標準的な本として使われたが、誤りが多く、『四庫全書総目提要』は大いに批判している。しかし陶珽本にだけ見られる書物も存在するので、この本が不要というわけではない。陶珽はほかに『説郛続』46巻を出版したが、こちらは明代の書物を集めたものである。
上海古籍出版社の『説郛三種』（1988年、全10冊）は、上の張宗祥の本、陶珽の120巻本（本文は崇禎本だが順治本の序文を含む）、陶珽『説郛続』をあわせたものである。